# Ordynariat Polowy Południowej Afryki
Ordynariat Polowy Południowej Afryki – rzymskokatolicka diecezja wojskowa (ordynariat polowy) ze stolicą w Pretoria, w Republice Południowej Afryki.